# Utolsó idő
Az utolsó idő (utolsó idők, végidő, utolsó napok) több világvallás eszkatológiai kifejezése a jelenlegi világ (Föld) történelmének befejező szakaszára.
Az ábrahámi vallásokban a végítéletet megelőző időszak.
E vallások szent iratai alapján elkövetkezik egy olyan idő, amikor az emberek bűnössége és a Föld romlottsága ki fogja provokálni a világ végét és az ítéletet. Ezen iratok az utolsó idő különböző jeleit említik.
A Pew Research Center 2022-es felmérése alapján tízből négy amerikai felnőtt (az USA-ban) úgy véli, hogy az emberiség „az utolsó időkben” él, és 2010-ben az amerikai keresztények körében végzett felmérés alapján 47%-uk gondolta úgy, hogy Jézus 40 éven belül visszatér.

## Az Ószövetségben
A héber Bibliában (Ószövetség) a világ végére kapcsolatos legtöbb utalás viszonylag alárendelt részletként jelenik meg Isten jövőbeni munkájához képest, amely az Ő választott népének az Ígéret Földjére való visszaállításában irányul. Néhány végidőre utaló esemény: 
- (1) csodálatos és katasztrofális természeti események ( Jóel 2:30 ; Zak 14:4 );
- (2) ítélet a nemzetek felett, különösen azok felett, akik üldözték Isten népét ( Jóel 3:9-12 ; Abd 15,16 ; Zak 14:12-15 );
- (3) a csodálatos jólét világának helyreállítása ( Hós 2:22 ; Jóel 3:18 ; Ámós 9:11-15 ), 
  - a politikai béke ( Ézs 2:3,4 ; Mik 4:3 )
  - a béke a természetben, az állatvilágban ( Ézs 65:23-25 );
- (4) az ítélet, amelyet Isten személyes uralma követ ( Abd 21 ; Dán 2:44 );
- (5) a bűntelen állapot helyreállítása ( Sof 3:11-13 ; Zak 14:20,21 );
- (6) az örök életre és kárhozatra való feltámadás ( Dán 12:2,3 ).

## Az Újszövetségben
Az újszövetségi eszkatológia megtartja az ószövetségi gondolatokat, majd néhány újat is hozzáad: 
- (1) egy szemszögből nézve a világvége Krisztus áldozatként való megjelenésével már elkezdődött ( Zsid 9:26 ),
- (2) az evangélium egész világon való hirdetése a vég előzetesének tekinthető ( Mt 24,14 );
- (3) különbséget tesznek a Földi évezredet bevezető események és az örök kort bevezető események között ( Jel 20-21. rész );
- (4) a véghez kapcsolódik Jézus Krisztus személyes visszatérése a Földre ( Máté 24:29 , 30 );
- (5) a teljes, katasztrofális esemény véget vet a jelenlegi világnak, és helyet ad egy új, örökkévaló Földnek ( 2Pét 3:7-10 ; Jel 21:1 ; lásd még eszkatológia).

Az evangélisták közül legkimerítőbben Máté evangéliuma 24. része írja le az utolsó idő korszakát:
| „Jézus kijött a templomból és elindult. Tanítványai odamentek hozzá, hogy megmutassák neki a templom épületeit. Ekkor így szólt hozzájuk: »Ugye, látjátok ezeket mind? Bizony, mondom nektek: Nem marad itt kő kövön, ami el ne pusztulna.« Mikor az Olajfák hegyén leült, a tanítványok külön odamentek hozzá és kérték: »Mondd meg nekünk, mikor történnek ezek? És mi lesz a jele eljövetelednek és a világ végének?« Jézus azt válaszolta nekik: »Vigyázzatok, nehogy valaki félrevezessen titeket. Mert sokan fognak jönni az én nevemben és azt mondják: ‘Én vagyok a Krisztus’, és sokakat félre fognak vezetni. Harcokról és háborús hírekről fogtok majd hallani. Vigyázzatok majd, meg ne rémüljetek. Ennek be kell következni, de ez még nem a vég. Mert nemzet nemzet ellen támad és ország ország ellen. Sokfelé éhínség lesz és földrengés. De mindez csak a fájdalmak kezdete lesz. Akkor majd gyötrelmeknek vetnek alá benneteket és megölnek titeket. Gyűlöletesek lesztek minden nemzet előtt az én nevemért. Sokan megbotránkoznak majd, elárulják és gyűlölni fogják egymást. Sok hamis próféta támad és sokakat félrevezetnek. Mivel megsokasodik a gonoszság, sokak szeretete kihűl majd. De aki kitart mindvégig, az üdvözül. Az országnak ezt az örömhírét pedig hirdetni fogják az egész világon, tanúságot tesznek róla minden nép előtt – és akkor eljön majd a vég. Amikor tehát látjátok, hogy a pusztító gyalázat, amelyről Dániel próféta beszélt, ott áll a szent helyen – aki olvassa, értse meg! –, (Dán 9,27) akkor azok, akik Júdeában vannak, fussanak a hegyekbe. Aki a tetőn van, ne szálljon le, hogy elvigyen valamit a házából, aki pedig a mezőn, ne térjen vissza, hogy elvigye a köntösét! Jaj a várandós és szoptatós anyáknak azokban a napokban! Imádkozzatok azért, hogy menekülésetek ne télen, és ne szombaton legyen. Mert olyan nagy szorongattatás lesz akkor, amilyen még nem volt a világ kezdetétől mostanáig, és nem is lesz többé. (Dán 12,1; Jo 2,2) Ha meg nem rövidítenék azokat a napokat, nem menekülne meg egyetlen élőlény sem; de a választottakért megrövidítik azokat a napokat. Akkor, ha valaki azt mondja nektek: ‘Íme, itt a Krisztus’, vagy ‘ott’, ne higgyétek. Mert hamis krisztusok és hamis próféták támadnak, nagy jeleket és csodákat művelnek, hogy ha lehet, még a választottakat is tévedésbe ejtsék. Íme, előre megmondtam nektek. Ha tehát azt mondják nektek: ‘Íme, a pusztában van’, ne menjetek ki; ‘íme, a belső szobákban’, ne higgyétek. Mert amint a villám napkeleten támad és napnyugatig látszik, olyan lesz az Emberfiának eljövetele is. Ahol ugyanis a holttest van, oda gyűlnek a keselyűk. E napok szorongattatásai után a nap elsötétedik, a hold nem sugározza fényét, a csillagok lehullanak az égről, s az ég erői megrendülnek. Aztán feltűnik az égen az Emberfia jele, s akkor mellét veri majd a föld minden népe. Látni fogják az Emberfiát, amint eljön az ég felhőin hatalommal és nagy dicsőséggel. Elküldi angyalait nagy harsonaszóval, s azok összegyűjtik választottait a négy égtáj felől, az ég egyik szélétől a másik végéig. Vegyetek példát a fügefáról: amikor már zsenge az ága és a levelei kihajtottak, tudjátok, hogy közel van a nyár. Így ti is, amikor mindezeket meglátjátok, tudjátok meg, hogy közel van, az ajtóban. Bizony, mondom nektek: nem múlik el ez a nemzedék, amíg mindezek meg nem történnek. Ég és föld elmúlnak, de az én igéim el nem múlnak. Azt a napot azonban és azt az órát senki sem ismeri: sem az ég angyalai, sem a Fiú, csak egyedül az Atya. Mert mint Noé napjai, olyan lesz az Emberfiának eljövetele is. Mert amint a vízözön előtti napokban csak ettek és ittak, nősültek és férjhez mentek, egészen addig a napig, amelyen Noé bement a bárkába, (Ter 7,7) és nem is sejtették, amíg el nem jött a vízözön és el nem ragadta mindnyájukat: így lesz az Emberfia eljövetele is. Ha akkor ketten a szántóföldön lesznek, az egyiket fölveszik, a másikat otthagyják. S ha két asszony őröl malommal, az egyiket fölveszik, a másikat otthagyják. Legyetek tehát éberek, mert nem tudjátok, mely napon jön el Uratok. Azt pedig értsétek meg, hogy ha tudná a házigazda, melyik őrváltáskor jön a tolvaj, ébren volna és nem engedné betörni a házába. Legyetek tehát készen ti is, mert amelyik órában nem gondoljátok, eljön az Emberfia.” |

A hagyományosan Pál apostolnak tulajdonított, Timótheushoz írt második levelében szól az utolsó napok embereinek jellemzőiről:
| „Azt pedig tudd meg, hogy az utolsó napokban nehéz idők állanak be. Mert lesznek az emberek magukat szeretők, pénzsóvárgók, kérkedők, kevélyek, káromkodók, szüleik iránt engedetlenek, háládatlanok, tisztátalanok. Szeretet nélkül valók, kérlelhetetlenek, rágalmazók, mértékletlenek, kegyetlenek, a jónak nem kedvelői. Árulók, vakmerők, felfuvalkodottak, inkább a gyönyörnek, mint Istennek szeretői. Kiknél megvan a kegyességnek látszata, de megtagadják annak erejét. És ezeket kerüld.” |

Itt megemlítendő, hogy levél keletkezését a mai bibliatudósok már nem Pálnak tulajdonítják. A levél nyelvezete és gondolatai alapján arra jutottak, hogy más valaki írta egy jóval későbbi időben, Pál neve alatt. A levél keletkezését 90. és 140. közé datálják.

### A kifejezés problémája
Problémák vannak az „utolsó idők (napok)” terminológiájával, ugyanis nem mindig világos, hogy a kifejezés azt az időszakot jelenti-e, ami azonos az íróval, vagy egy kicsit későbbit, vagy a legkésőbbi időket, a világ végét.
A zsidókhoz írt levél írója például azt mondja olvasóinak, hogy „ezekben a végső (utolsó) napokban pedig Fia által szólt hozzánk”, továbbá Krisztus „egyszer jelent meg az idők végén, hogy áldozatával eltörölje a bűnt.”
Péter első levelében azt olvassuk, hogy Krisztus „az utolsó időben jelent meg értetek”.
Megjegyzendő itt, hogy a mai kutatók a zsidókhoz írt levelet a hagyománnyal ellentétben már nem Pál apostolnak tulajdonítják, hanem egy ismeretlen, a páli teológia hatása alatt álló írónak. Péter első levele bár Péterként, Jézus apostolaként azonosítja szerzőként magát, ezzel szemben a mai kutatók nagy része szerint a levél pszeudoepigráf, azaz nem Péter volt a levél szerzője.
Pál a korinthosziakhoz írt I. levelében ez áll: „Mindez pedig példaképpen történt velük, és figyelmeztetésül íratott meg nekünk, akik az utolsó időkben élünk.” 
János első levelében pedig a következőt találjuk: „Gyermekeim, itt az utolsó óra, és mint hallottátok, hogy eljön az antikrisztus, most sok antikrisztus támadt. Ebből tudjuk, hogy itt az utolsó óra.” 
Számos keresztény egyház szerint Jézus első eljövetele óta az utolsó időket éljük, amely egész a második eljöveteléig tart.
Szinte minden generációban voltak olyanok, akik azt gondolták, hogy a Vég nagyon közel van. Meg voltak győződve arról, hogy az utolsó napokban élnek. Igazuk volt, bár valószínűleg nem úgy, ahogy gondolták.
Az „utolsó” bibliai görög szó az Újszövetségben ἔσχατος (eschatos - eszhatosz), amelyből az „eszkatológiát”, vagyis az „utolsó dolgok tanát” kapjuk. Ez a szó két különböző módon kapcsolódik a görög „napok” szóhoz: 
Először is, néha az „utolsó napok” a világtörténelem legutolsó időszakára utalnak. Például Jakab az „utolsó napok” kifejezést használja az utolsó ítéletre (Jak 5:3). Úgy tűnik, hogy Pál levele is az Úr eljövetele előtti időszakot írja le, amikor ezt írja: „Az utolsó napokban nehézségek idői jönnek. Mert az emberek önmagukat, pénzt szeretők lesznek” stb. (2Tim. 3:1).
Másodszor, néha az „utolsó napok” arra utalnak, amit „a Messiás uralma, visszatérése előtt”, vagy egyszerűbben az „újszövetségi korszak”nak nevezhetünk. Vagyis az elmúlt kétezer évben az egyház az utolsó napokban élt.
 A Zsidókhoz írt levél például így kezdődik: „Régen, sokszor és sokféleképpen szólt Isten atyáinkhoz, a próféták által, de ezekben az utolsó napokban a Fia által szólt hozzánk” (Zsid 1:1-2).  Péter pünkösdi prédikációjában is idézi Jóelt, amely a Lélek kiáradásával teljesedett be: „ Az utolsó napokban lesz – mondja Isten –, hogy kiöntöm Lelkemet minden testre” (ApCsel 2:17). 
Tehát az ÚSZ-ben említett „utolsó napok” vonatkozhatnak:
- (1) Krisztus feltámadása utáni időszakra
- (2) a visszatérése előtti utolsó időszakra.

#### Isten országa
Jézus tanításának fő témája „Isten országa” volt. Ez néha jelen valóságként, néha jövőbeli eseményként jelent meg. A legjelentősebb jellemzője, hogy szorosan kapcsolódik magához Jézushoz; elmondhatta hallgatóinak, hogy Isten királysága ott van közöttük az ő eljövetelében (Lk 17:21). Bizonyos értelemben a királyság a távoli jövőre várt; a másikban Jézus eljövetele azt jelentette, hogy már ott van.

### Jelek az utolsó időkről
Sok keresztény felekezet napjainkban látja az utolsó idők teljesedését. Ezt a következőkre alapozzák:
- Éhínségek (Máté 24:7).
- Járványok (Lukács 21:11).
- Nagy földrengések (Lukács 21:11).
- "Az emberekből kihűl a szeretet" (Máté 24:10, 12).
- Falánkság és mértéktelenség (Máté 24.)
- "A Földet pusztítják" (Jelenések 11:18)
- „Nemzet támad nemzet ellen” (Máté 24:7).
- „Az emberek elhalnak a félelem miatt”. (Luk. 21:26)
- ”az utolsó időben némelyek elszakadnak a hittől.” (I. Tim. 4:1)
- ”langymeleg vagy, elvetlek.” (Jel. 3:14-22)

Isten népére, a kereszténységre vonatkozó szimbolikus kifejezés, a képmutatás korára.
- "Hamis próféták és "Krisztusok" támadnak, akik sok embert megtévesztenek.. és nagy jeleket és csodákat művelnek" (Mt 24.)
- "Isten országának ez az evangéliuma hirdettetik majd az egész világon, bizonyságul minden népnek; és akkor jön el a vég." (Mt 24,14)
- "Maga a Sátán is átváltoztatja magát világosság angyalává." (II. Kor. 11:14)

### Végső események
- Csapások a földre (Az utolsó hét csapás)
- Nagy nyomorúság
- Armageddoni csata
- Krisztus második eljövetele
- Az igaz hívők elragadtatása

## Kereszténység
Az ókori görög és több más filozófia ciklikusan ismétlődő folyamatnak, tehát vég nélkülinek képzelte el a világtörténelmet. Az antik világban a zsidó, majd a keresztény  hagyomány volt az, amely az egyistenhitet vallotta és azt tanította, hogy a világ egy végső cél felé halad. Az ótestamentumi próféták és Jézus tanítása szerint, a világ - mostani állapotában - nem tart örökké.
A Biblia szerint a földi világtörténelem egy befejezés felé tartó folyamat. Isten leszámol a bűnnel teli világgal és magához veszi az övéit erről a bűnnel és szennyel terhelt bolygóról. Ezt ígérte Jézus: "ismét eljövök és magamhoz veszlek titeket; hogy ahol én vagyok, ti is ott legyetek." Ez a hívők reménysége: "Új Földet várunk - az Ö ígérete szerint - amelyben igazság lakozik."
Az evangéliumban kettő végidőről van szó: egyik Jeruzsálem pusztulása, a másik a világ vége.
A végidőről szóló prófécia az evangéliumokban egybemosódik az ókori Izráel államának végére adott jelekkel is. Jézus jeleket adott, hogy azokra figyeljenek a hívők és amikor elérkezik az ideje, meneküljenek el a városokból és Júdeából. Ez Kr. u. 70-ben történt meg és Jeruzsálem pusztulásával, a zsidó népre adott  isteni ítélettel végződött. Mindenki, aki az üzenetet elfogadta és aszerint cselekedett, megmenekült. Jeruzsálem pusztulása a világ pusztulásának előképe volt. Jézus jövendöléseinek második fele az utolsó időre, egyes keresztény (főleg újprotestáns) felekezetek szerint napjainkra vonatkozik. Ami egykor kicsiben megtörtént Palesztinában, az nézetük szerint most nagyban fog megtörténni az egész földkerekségen.
A Biblia több helyen is olyan eseményekről és magatartásformákról ír, melyek az utolsó napoknak nevezett időszakra jellemzőek. Jézus azt mondta a követőinek, hogy "amikor látják ezeket megtörténni", akkor készüljenek rá, "hogy közel az Isten országa".
Hozzá mentek a tanítványok, mondván: Mondd meg nékünk, mikor lesznek meg ezek? és mi jele lesz a te (újra) eljövetelednek és a világ végének?
A jelek, amiket Jézus adott: hamis próféták és "Krisztusok" megjelenése, háborúk, éhínség, járványok, a természeti katasztrófák megszaporodása, a bűn kiszélesedése, az evangélium hirdetése az egész világon...
A hívők alapján Isten minden nagyobb esemény bekövetkezése előtt figyelmezteti az embereket a reá váró veszedelemre és a döntés fontosságára. Így volt ez az özönvíz, Szodoma pusztulása, Ninive megintése, Krisztus első földrejövetele és Jeruzsálem pusztulása alkalmával (római–zsidó háborúk), és így történik Krisztus második eljövetelével kapcsolatos világpusztulás előtt is.

### Történelmi nagy egyházak
Katolicizmus
A katolikusok alapján a kereszténység Krisztus kora óta beszél a „végidőkről”, azaz amikor az emberek keresztre feszítették Isten Fiát. Jézus halála és feltámadása a végidők kezdete volt. A dolgok ismét komolyra fordultak Kr.u. 70-ben, amikor a rómaiak a zsidó lázadás végén jeruzsálemi templomot lerombolták, ahogy Jézus jósolta, hogy ez meg fog történni. A templom volt a zsidók számára a világegyetem központja: az a hely, ahol Isten megtalálható volt. Aztán minden eltűnt. Bibliai szempontból tehát az utolsó időket éljük, de kétezer év óta.
A 20. század elején X. Piusz pápa 1903-i E. Supremi című enciklikájában ezt mondta: "Aki a csapásokat végiggondolja, nem tud attól a gondolattól elzárkózni, hogy az utolsó idők elérkeztek és a Kárhozat Fia, akiről az apostol 2Thessz.-ban ír, már a földön van."
1935-ben azt mondta XI. Piusz pápa, hogy ez a fanatikus vallásgyűlölet a gonosz ama titkára emlékeztet, melyről Pál apostol a levelében a végidőkről beszél. „A világ azon az úton van, amely ezen utolsó változásokhoz vezet, s vele együtt az egész emberiség az atyai ház felé halad.”
Sokan szerint a fátimai harmadik titok a világ végéről szóló próféciát  és a római katolikus egyház vezetésének korrupcióját foglalja magában, de a vatikáni vezető tisztviselők vitatják ezeket az állításokat.
Az egyház katekizmusa szerint Krisztus visszatérése előtt az Egyháznak át kell esnie egy „utolsó próbán, amely sokak hitét megingatja”. A keresztények üldözése felfedi a „gonosz misztériumát”, és sokakat arra késztet, hogy elhagyják a hitet, és „problémáikra hamis megoldást” válasszanak: „A legrosszabb vallási megtévesztés az Antikrisztusé , vagyis egy hamis messiásizmus, amelyben az ember önmagát dicsőíti Isten és a testben eljött Messiása helyett.” Isten Országa „nem az Egyház történelmi diadala, hanem Isten győzelme által jön létre a gonosszal vívott végső küzdelemben”. Krisztus leszáll a mennyből, és „e múló világ végső kozmikus megrázkódtatása” után bekövetkezik az Utolsó Ítélet, „Isten diadala a gonosz lázadása felett”.
Akik viszont a világvége várásra helyezik a hangsúlyt, azon csoportokat az egyház szektának tekinti.
Reformátusok
A reformátusok szerint Krisztus első eljövetele óta az utolsó időket éljük, azaz legalább kétezer éve. Ezért nem számolgatnak, hiszen az evangéliumok alapján a vég idejének napját és pontos idejét senki nem tudja.
Ortodox kereszténység
I. Kirill moszkvai pátriárka 2013-ban kijelentette, hogy a melegházasság nyugati államok általi elismerése a világ végét jelzi.

### Resztoránus kisegyházak
Az eszkatológia fontos szerepet játszik a resztoránus kisegyházakban. A 19. század közepén, a második nagy ébredés vége felé az Egyesült Államokban az a nézet alakult ki, hogy a katolikus egyház és a protestantizmus közötti éles szakadás a Nagy Hitehagyás következménye. Szükségesnek tartották az őskeresztények hitéhez való visszatérést, az eredeti kereszténység „helyreállítását”. Ebben a mozgalomban erős az a nézet, hogy a Föld történelmének befejező korszakában élünk, és sok egyház szerint Jézus visszatérése a küszöbön áll.
Számos resztoránus felekezet szerint jelei vannak annak, hogy az utolsó időkben élünk. A nézeteik alapján ezek a következők:
- Háborúk és fegyveres konfliktusok: A Bibliában számos utalás található a háborúkra és konfliktusokra, amelyek az utolsó napokban fognak bekövetkezni. Veszélyesebb és kiszámíthatatlanabb lett a világ, mint az elmúlt ötven évben valaha. Rengeteg fegyveres konfliktus dúl, az államok militarizálódnak és egyre inkább rákényszerülnek arra, hogy oldalt válasszanak a hatalmak közötti globális konfrontációban.[38]
- Természeti katasztrófák: Az utolsó napokban a természeti katasztrófák száma és intenzitása megnövekszik. A legnagyobb földrengések például a 20. század közepe óta történtek. A klímaváltozás miatt világszerte gyors ütemben növekszik a katasztrófák száma,[39] a tornádók, hurrikánok, hőhullámok, aszályok, erdőtüzek egyre gyakoribbak és intenzívebbek,[40][41] ahogy a szélsőséges időjárás is. Az emberiség önpusztítóvá vált:[39] nagyon gyorsan teszi tönkre az élőhelyét és egy lakhatatlan bolygót teremt.
- Betegségek és járványok: Az utolsó napokban a betegségek és járványok száma és intenzitása megnövekszik. Az orvostudomány hihetetlen fejlődést ért el, mégis sehol nem vagyunk biztonságban, a legfejlettebb országokban sem. Új és új járványok és betegségek jelennek meg, amelyek az emberek tömegeit szedik áldozatul.
- Növekvő bűnözés: Az utolsó napokban a bűnözés száma és intenzitása megnövekszik. A Föld megromlott és megtelt erőszakoskodással.
- Növekvő vallási tévelygések: Az utolsó napokban a vallási tévelygések száma és intenzitása megnövekszik.
- Az emberek az utolsó napokban egoistává válnak, akik csak magukat és a pénzt szeretik; dicsekvők és büszkék, hálátlanok és istentelenek, szüleiknek engedetlenek. Hiányzik belőlük a mások iránti szeretet, nem megbocsátók, szívesen mondanak rosszat másokról, mértéktelenek és féktelenek, akik az érzéki élvezeteket hajszolják. A hívők zöme a vallásosság külső látszatával rendelkezik csak, de a valódi istenfélelem hiányzik belőlük.
- Krisztus evangéliuma az egész világon hirdettetik: Amikor a világon mindenki meg lett szólítva az evangélium üzenetével és a megtérésre való felszólítással, akkor jön el a vég.[42]
- "Maga a Sátán is átváltoztatja magát világosság angyalává." (II. Kor. 11:14)

Egyes újprotestáns felekezetek szerint kétségtelen, hogy Sátán világvégi drámát tervez, melyben ő játssza a főszerepet. Nézetük szerint a csalás drámájának tetőfokán meg fogja személyesíteni Krisztust. Talán földönkívüliek, UFO-k jelmezében jelenik meg, azt állítva hogy tőle ered az élet a földön. Jézus figyelmeztetett, hogy sok csaló, illetve hamis Krisztus lesz, akik nagy jeleket és csodákat tesznek.
Jehova Tanúi
A Jehova Tanúi nézete szerint egyértelműen az utolsó időkben élünk. A Biblia beszél az utolsó napok jeleiről, amik hitük szerint napjainkban a szemünk előtt teljesednek. Nézetük szerint a Mt 24,14-ben előre jelzett, „az egész lakott Földön végzett tanúskodás” az egyik legfőbb jele annak, hogy nagyon közel van a vég.
Korai történelmük nagy részében Russell a követőivel azt vallotta, hogy 1914 a világ végét fogja jelenteni és Krisztus akkor tér vissza. Később 1914-et az Armageddon kezdeteként értelmezte.
Utóda, Rutherford 1920-ban jelentette meg neves művét: Milliók élnek most, akik sohasem fognak meghalni!  Ebben az évben (1920) azt jósolta, hogy 1925-re megalakul a Messiás királysága és békét hoz a világra. Isten helyreállítja a Földet és valamennyi hozzá hűséges ember feltámad.
Adventisták
A szombatot ünneplő adventisták a Jehova Tanúihoz hasonlóan a végidőkre szóló próféciák teljesedését látják napjainkban. Úgy vélik, hogy közvetlenül a nagy nyomorúság és Krisztus visszatérte előtt állunk. Prófétaasszonyuk, Ellen G. White már a 19. század folyamán többször figyelmeztette a hívőket, hogy a vég nagyon közel van.
Mormonok
A mormonok szerint az Úr második eljövetelét közvetlenül megelőző utolsó napokban élünk, ezért a legnagyobb egyháza is az Utolsó Napi Szentek Jézus Krisztus Egyháza nevet vette fel.

## Kritika
A bibliai próféciák és az utolsó idők kritikája számos vitát és értelmezési problémát vet fel. Az egyik legnagyobb vita a próféciák értelmezése körül forog, és a keresztény egyházak teológusai eltérően értelmezik ugyanazokat a szövegeket. Az újprotestáns evangéliumi, resztoránus és fundamentalista keresztények azt állítják, hogy ezek a próféciák a napjainkra vonatkoznak. 
A végidő
Az Újszövetség könyveinek írói számtalan helyen arról beszélnek, hogy a hívők már az utolsó időben élnek  és a Jelenések könyve is nagyon sokszor közli, hogy az idő már nagyon rövid  és Jézus hamar eljön.
Az evangéliumi próféciákban számos helyen arról van szó, hogy Jézus a saját kortársainak az életében ígérte a visszatértét.
Az 1. századi őskeresztények Jézus ígéretének megfelelően az ő bármely pillanatban való visszatértét várták, sokan lemondtak a házasságról is. Hitték, hogy már a végidőben élnek.
A 4. században Tours-i Szt. Márton püspök egyik írásában kifejtette, a világ véget fog érni, még mielőtt a 400. év elérkezne. A 6. században I. Gergely pápa, akit „Nagy” és „Szent” jelzővel is illetnek, azt írta hogy „a jelenlegi kor vége a küszöbön áll”.
Az elmúlt 2000 év során, a nagy politikai vagy társadalmi katasztrófák vagy természeti események során számtalan alkalommal biztosak voltak a keresztények, hogy elérkezett a végidő. A történelem során valamennyi nagy keresztény reformmozgalom is erősen apokaliptikus hangulatú volt, nem utolsósorban maga a reformáció is.
Amikor az újkorban kitört a francia forradalom, a terror uralma annyira erőszakos volt, hogy a brit teológusok szintén azt mondták, hogy elérkezett a Szentírás beteljesedése, és a Jelenések könyvéről pedig úgy kezdtek beszélni, mint az ő idejükben bekövetkező események megjövendöléséről, ahogy a vég jelei náluk teljesednek be.
A 19. század közepén Amerikában a millerita mozgalom hirdette a világ végét és várta Krisztus visszatértét, amit aztán a hívők nagy csalódása követett. Más csoportok ennek ellenére a 19. század folyamán még számtalan dátumot tűztek ki a világ végének.
A 20. század folyamán több keresztény közösség hirdette, hogy elérkezett a végidő. Herbert W. Armstrong  (1892–1986) amerikai rádiós és televíziós evangelizátor, korábbi CGO-tag, aki megalapította az Isten Világméretű Egyháza nevű közösséget, azt mondta az egyháza tagjainak, hogy a hívők elragadtatása 1936-ban fog bekövetkezni, és hogy csak ők fognak üdvözülni. Miután a próféciája kudarcot vallott, még többször új dátumot tűzött ki.

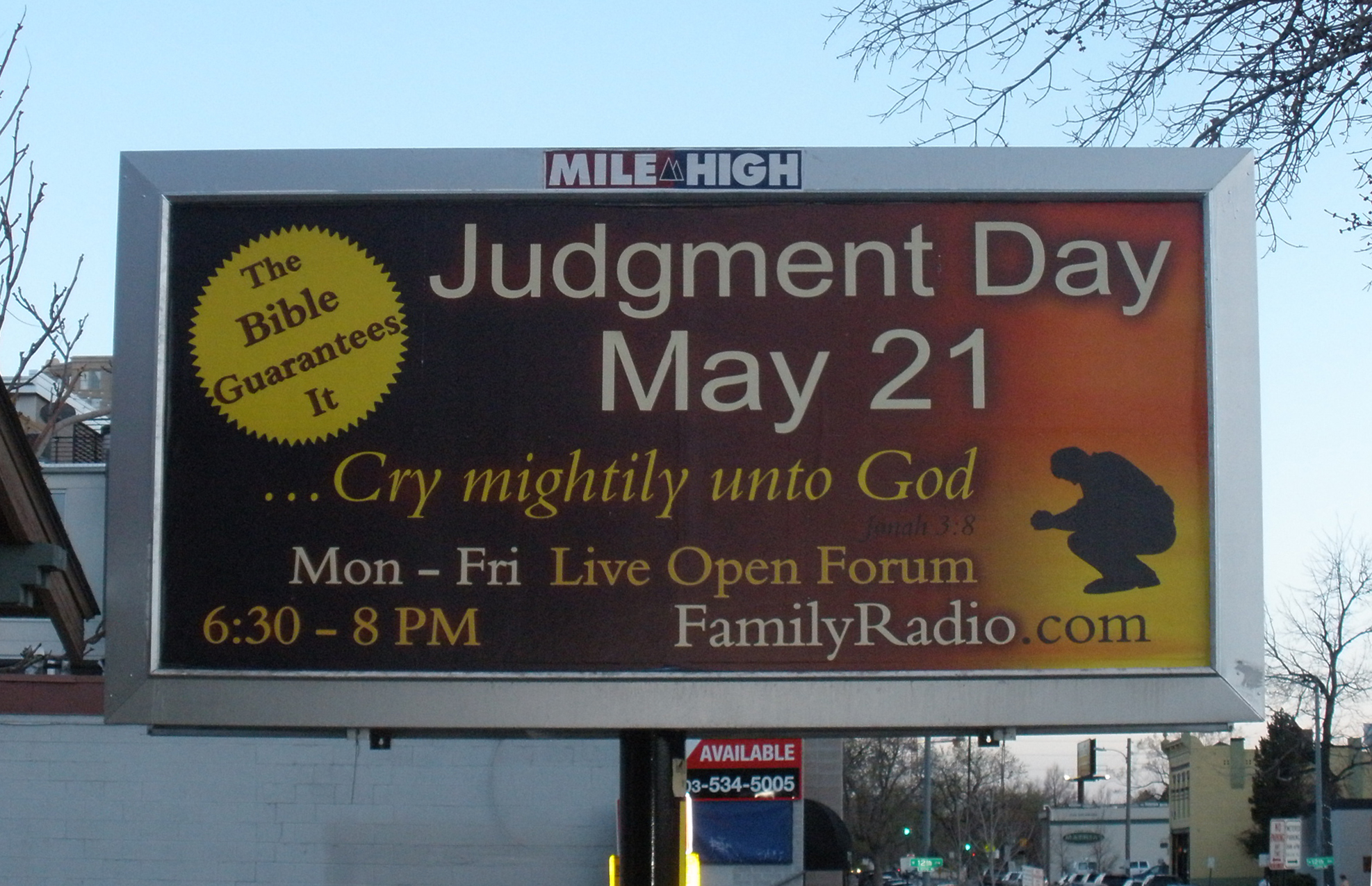
Egy út széli hirdetőtábla az Egyesült Államokban, amely a világ végét hirdeti 2011. május 21-én. Ez áll még rajtaː „A Biblia garantáljaǃ”

1966-tól kezdődően a Jehova Tanúi cikkeket közöltek és olyan műveket adtak ki, amelyek azt állították, hogy 1975 őszén lesz 6000 éves az ember teremtése és azt sugallták, hogy addigra befejeződik a jelenlegi világ.
Harold Camping  (1921– 2013) amerikai prédikátor volt, a Family nevű vallási rádióadó alapítója, aki arról lett híres, hogy megjósolta az Ítélet Napjának időpontjait, háromszor is. Először 1994-re, majd 2011-re jósolta a világ végét. 2011 elején azt állította, hogy az év május 21-én minden igaz a mennybe emelkedik, míg a gonoszok a Földön maradnak, ahol pusztító természeti katasztrófák sorozatával kell szembenézniük, és az apokalipszis a bolygó teljes pusztulásával zárul. Miután ez a jóslata sem vált valóra, Camping bő két hét múlva stroke-t kapott. Miután helyrejött és kikerült a kórházból, azt mondta, hogy számításában hibát követett el és hogy a világ októberben pusztul el.
Angol nyelvterületen más szerzőtől is jelent meg olyan könyv, hogy „Christ returns by 1988” (»Krisztus 1988-ig viszatér«), amiben 101 nyomós indokkal fogalmazták meg, hogy miért.
Az apokaliptikus várakozások vezettek a Népek Temploma szekta 1978-as, tömeges öngyilkosságához vagy a dávidista adventisták 1993-as wacói, tragikus eseményéhez.
Vajon az újszövetségi, 1. századi iratok próféciáinak tényleg a mai, 21. századi keresztényei a címzettjei? 
Nagy földrengések
Az amerikai földtani intézet (USGS) szerint, bár az utóbbi években az emberek gyakrabban hallanak földrengésekről, a földrengések száma nem növekedett. Azonban, a kommunikációs technológiák fejlődése és az érdeklődés növekedése miatt, az emberek gyakrabban értesülnek a földrengésekről, mint ezelőtt.
„Nemzet támad nemzet ellen”
Az emberiség történelme tele volt háborúkkal, a kezdetektől kezdve. A 10. században a kalandozó és pusztító magyarokat és normannokat is a végidők alakjaiként értelmezték. A kétezer év során gyakran egész országrészek váltak lakatlanná a népirtások során. Ilyen volt például Magyarországon is a 13. századi tatárjárás vagy a kora újkori törökdúlások.
A 20. századi világháborúk árnyékában is sokan hirdették, hogy eljött a végidő. Nem volt kétségük afelől, hogy ezek a nyilvánvaló jelei a vég kezdetének. Hitlerben és Sztálinban is az Armageddon közelségét látták.
Napjainkban az Egyesült Államokban több tízmillió keresztény a végidők szemüvegén keresztül szemléli a hazai és külföldi eseményeket, míg Putyin Oroszországában újra felbukkan egy orosz ortodox hagyomány, amely a Nyugatot az Antikrisztus erőinek képviselőjeként állítja be. Mindezen értelmezések összhangban vannak a végidőkről szóló gondolkodásmóddal kapcsolatos múltbeli nézőpont zömével.
Járványok és betegségek
Az emberi történelem betegségekkel volt tele, mindig voltak nagy járványok, amelyek hatalmas pusztítást végeztek. Hozzájuk képest a modern kori, mai járványok áldozatainak aránya (akár a COVID-é vagy más) eltörpül. A járványok gyakoriak voltak az ókori világban is, ezek közül az ún. antoninusi pestis volt az első ismert nagy járvány a Római Birodalomban. Ennek a birodalom kb. negyede esett áldozatul.
A 6. században, az iusztinianoszi pestisjárvány következtében a kelet-római birodalom fővárosa, Konstantinápoly lakosságának ötöde halt meg, és a becslések alapján összesen 25-100 millió embert veszthette az életét, ami Európa akkori népességének kb. felével ért fel.
Az egyik legnagyobb és leghalálosabb járvány a késő középkorban volt, éveken át pusztított, Európa lakosságának harmada–fele meghalt benne. Ez a fekete halál néven vált ismertté.
Éhínségek
Az éhínségek a történelem során gyakran előfordultak. Csak pár példa: a középkori, 1315-1317 közötti európai éhínség  a kontinens demográfiai összeomlását és sok millió ember halálát okozta. Elszaporodtak a csecsemőgyilkosságok és megjelent a kannibalizmus.
Az ír nagy éhínség  (1845–1852) idején az ír sziget lakossága 20-25%-kal csökkent. Legalább 2,1 millió ember hagyta el Írországot.
1921-1922 között a Szovjetunióban tomboló éhínség  alatt, a Volga és az Urál folyó vidékén több mint 5 millió ember halt meg. Az éhezők közül sokan a kannibalizmushoz folyamodtak.
Az emberek viselkedése „jelzi a végidőket”
Az emberek egoizmusa, a pénz és az élvezetek utáni szeretete, erőszakossága és rossz tulajdonságai nem feltétlenül jelzik a végidőket vagy az utolsó napokat. Az ilyen viselkedési minták az emberi természet részei, és az idők során változatlanok maradtak.
„Isten országának ezt az evangéliumát pedig hirdetik majd az egész világon, bizonyságul minden népnek; és akkor jön el a vég”. (Mt 24.14)
Kevés hely van a világon, ahol ne lenne keresztény jelenlét, ennek ellenére a nyolcmilliárd embert számláló bolygónak kevesebb mint egyharmada keresztény. 
Számos keresztény egyház hirdeti, hogy már az egész világon, minden népnél misszióztak, ezzel szemben a valóság az, hogy bizonyos, főleg muszlim országok annyira zártak, hogy ott a keresztény hittérítők ma sem tudnak megjelenni. 
Kereszténnyé válás és keresztség nélkül nincs üdvösség
Jézus azt mondta a tanítványainak: „Menjetek el az egész világra, és hirdessétek az evangéliumot minden teremtménynek. Aki hisz és megkeresztelkedik, üdvözül, aki nem hisz, az elkárhozik.” (Mk 16,15-16)
Vajon a kereszténységen kívül maradó tömegek mindannyian elkárhoznak, lehettek akármilyen szentek vagy akármilyen erényesen és lelkiismeretesen is élhették az életüket? Vajon Buddha, a bódhiszattvák, a tírthankarák, Konfuciusz, Kabír, Gandhi, Sivánanda, Bhaktivedánta Prabhupáda vagy épp Amma (Amritánandamaji) számtalan más társával együtt a pokolra kerül (elkárhoznak), csak mert nem keresztelkedetek meg és nem váltak keresztény hívővé?

## Judaizmus
A judaizmusban a napok vége vagy utolsó idő kifejezés (aḥarit ha-yamim , אחרית הימים) hétszer fordul elő a Tanakhban (Ószövetség). A judaizmus szerint ezután jön az eljövendő világ (Olam Haba).
A zsidó tanítás alapján az utolsó idő fő jellemzői - nem feltétlen ebben a sorrendben: 
- Isten visszavezeti a zsidó népet Izrael földjére;
- Isten helyreállítja Dávid házát és a jeruzsálemi templomot ;
- Megjelenik a Messiás, aki vezeti a zsidó népet, és bevezeti a világot az igazságosság és a béke idejébe;
- A nemzetek felismerik, hogy Izrael Istene az egyetlen igaz Isten.

A zsidó prófétai hagyományban is ott vannak a végidőt megelőző megpróbáltatások, sőt kataklizmikus harcok jelenete is:
És gonoszság fog sújtani rád a napok végén.

[ Ezékiel 38. és 39.]
De jelentős különbségek vannak az apokalipszis zsidó és keresztény változata között. Az egyik óriási különbség a Sátán fogalma. Ennek a lénynek a gondolata is a judaizmusból ered, de a Sátán a zsidó hagyományban egy vádló angyal, egyfajta kozmikus ügyvéd, aki teljesen Isten irányítása alatt működik. Az a dualista elképzelés, hogy egy hatalmas istenellenes személy, aki Istennel harcol az emberi faj sorsáért, keresztény eszme, amely valószínűleg a zoroasztrizmusból származik és teljesen elfogadhatatlan a judaizmus számára. A judaizmus azt tanítja, hogy nincsenek egymással versengő természetfeletti hatalmak.
A zsidó hagyomány azt tanítja, hogy a Messiásnak a zsidó naptár 6000. évében kell eljönnie. 2024 elején 5784-ben járunk (tehát maximum 215 évünk van hátra), de ez nem zárja ki, hogy ezt megelőzően eljöjjön. A zsidó naptár 6000. éve után a hetedik évezred a szentség, a nyugalom, a lelki élet és a béke korszaka lesz az egész világon, amelyet az eljövendő világnak (Olam Haba) hívnak. 
A Messiás zsidó nézet szerint egy olyan vezető lesz, aki Dávid király leszármazottja, és aki az egész zsidó népet visszavezeti Izraelbe, újjáépíti a jeruzsálemi Templomot, és végül az egész emberiséget visszaviszi az ideális állapotba.

## Iszlám
```
Azt gondoltátok vajon, hogy játékból teremtettünk benneteket, és nem lesz visszatérésetek hozzám? 
(
Korán
)
[
93
]

Az e világi élet csak játék és mulatozás. A túlvilági lakhely, az az örök élet! Bárcsak tudnák! 
[
94
]
  A hitetlenek azt mondják: Nem fog eljönni az Óra. Mondd: De igen! Uramra esküszöm, aki tudja a Láthatatlan titkait, bizony el fog jönni. 
(
Korán
)
[
95
]
```

Az iszlámban az eszkatológia – a jövő eseményeinek a tanulmányozása a szent könyvek alapján – a hit központi elemét jelenti. 
Egy muzulmán számára nem választás kérdése az, hogy hisz-e a Végső Napban (a végítéletben) vagy foglalkozik-e az emberi történelem befejező szakaszával. (2001. szept. 11. után az iszlám eszkatológiával foglalkozó könyvek és tanítások is hihetetlen mértékben megszaporodtak.) Azt is sokan elfogadják, hogy az utolsó idők konfliktusában szükség lesz mártírokra, és ezt az áldozatot a muzulmánoknak vállalniuk kell. Sok fundamentalista szélsőséges terrorral próbálja siettetni a végítélet eljövetelét (lásd pl. a 2013-as bostoni robbantás).
A szunnát - a Mohamednek tulajdonított mondások, szokások és tanítások gyűjteményét - a muzulmánok inspirált szövegeknek tekintik. A szunna magyarázza a Koránt, enélkül maga a Korán nem is érthető megfelelően a hívők számára. A vallás számos vonatkozása és hitgyakorlata ezekben a hagyományokban található, így az utolsó időkre vonatkozó tanítások nagy része is ezekből az írásokból eredeztethető.
A szunna két fő szövegtípusból áll: a hadísz Mohamed – szájhagyomány útján fennmaradt, és később lejegyzett – mondásait tartalmazza, míg a szíra a próféta életéről szól. Az utolsó idő eseményeivel elsősorban a hadísz szövegei foglalkoznak.
A végítéletet (gyakran csak: "az Óra", a Végső Nap) megelőző utolsó időt jelek mutatják, amelyeket két kategóriába sorolnak: a „kis” és a „nagy” jelek. A kis jelekből – melyekből több száz is szerepel a hadíszban – egy része már teljesedett, míg a nagy jelek még ezután teljesednek. A jelek különbségében az elfogadottságukban is van: a nagy jelek olyan személyeket és eseményeket jelölnek, amelyekkel kapcsolatban az iszlám valamennyi irányzata egységes.
Az utolsó idő első felében romlás, elkorcsosulás, természeti katasztrófák, összecsapások, háborúk és nyomor figyelhető meg. Második felében eljön Mahdi  (arab: مهدي , al-Mahdi, Mehdi) is, a későbbi messiás (Jézus) jobbkeze, és megjelenik Daddzsál  (arab: الدّجّال , al-Dadzsal), az antikrisztus. Daddzsál a Góg és Magóg szemléletével átitatott világot uralni akarja és sokakat tévútra vezet. 
Majd visszatér Jézus (Iszá al-Maszeh), az igazi messiás. (Ma több muszlim tud Jézus valóságos, testben történő második eljöveteléről, mint keresztény. Ez ugyanis a végidőkről szóló egyértelmű tanítása a Koránnak.) Jézus elpusztítja az antikrisztust, a hamis messiást, Daddzsált és ezzel a Földet békesség tölti el, az emberek pedig bőségben és áldások között élnek majd. Jézus 40 évig marad a földön, majd meghal és ezután elérkezik a Végső Nap. Ekkor minden élőlény létezése megszűnik és az egész világ elpusztul. Isten (Alláh) helyreállítja a földi rendet, az összes valaha élt embert feltámasztja és megítéli.
A hadísz jövendölésében az utolsó időre - többek közt - az alábbi jelek utalnak:

### Kisebb jelek
- A gyilkosságok elterjedése,[96][97] egyre több jelentéktelen okból elkövetett gyilkosság[98]
- Gyakoribbá válnak a hirtelen és váratlan halálesetek[99][100]
- A Szunna elutasítása[101]
- A mecsetek díszítése a büszkeség és a versenyzés miatt[102]
- Rengeteg földrengés[103]
- Sok ember szeretne meghalni a megpróbáltatások miatti szenvedés miatt[104]
- A kábítószerek fogyasztása elterjed,[105] az emberek nyíltan fogyasztanak alkoholt[98]
- Zsidók harcolnak a muszlimokkal[106]
- A férfiak selymet kezdenek viselni[107]
- Gyermekek tele vannak haraggal[108]
- A (kötelező) jótékonykodás (zakát) teherré válik[109]
- A paráznaság és a házasságtörés elterjedése[110]
- Elterjednek a zeneszámok és a hangszerek [105][111]
- A nők számának erőteljes növekedése a férfiakhoz képest[112]
- "Nomádok" versenyeznek nagyon magas épületek megépítésével[113]
- Ellenségeskedés rokonok és szomszédok között[114]
- A villámlások megszaporodnak[100]
- A kereskedelem annyira elterjed, hogy az asszony segíti a férje üzletét[114]
- A kamat (uzsora) elterjedése
- A fösvénység jelenik meg és a becstelen emberek érvényesülnek[115]
- Nem sok becsületes ember marad és senki nem fog a másikban bízni[116]
- A szerencsejáték, a jövendőmondás és ezek egyre több módja és eszköze egyre inkább elterjed[98]
- A jó cselekedetek száma csökken[105]
- Sok kísértés a világban
- A tudás felemeltetése és a (vallási) tudatlanság megjelenése[117]
- Az emberek nagy részét nem érdekeli, hogyan szerzik a pénzüket, megengedett, vagy tiltott módon[118]
- Az emberek a csillagok állásában hisznek[119]
- A nemzetek hívják egymást, hogy elpusztítsák az iszlámot minden eszközzel[114]
- Ahol sok eső ott is kevés vegetáció
- Az eső savas és éget[120]
- Az Eufrátesz felfed egy hegynyi aranyat[121] (Szimbolikusan ez lehet olaj, gazdagság)
- A muszlimok rendkívüli jóléte és meggazdagodása[122]
- A pénz, a termények és az erőforrások egyre nagyobb pocsékolása[98]
- A rómaiak (a fehérek?) többséget alkotnak az emberek között[123]
- Az arabok földje legelő lesz és folyókkal szabdalt

### Fő jelek
- al-Mahdi  megjelenése
- Az ad-Daddzsál , a hamis Messiás megjelenése
- Íszá (Jézus) visszatérése a földre
- A Góg és Mágóg elözönlik a világot[124]
- Dabbat al-ard (szörnyeteg) jön ki a földből, hogy beszéljen az embereknek[125] (Szimbolikus kép is lehet, illetve utalhat arra a gonosz erőre is, amit a Biblia Antikrisztus néven nevez.)
- Egy hatalmas fekete füstfelhő borítja be a földet[126]
- A nap nyugatról kel fel[98]
- Három helyszín a föld alá süllyed: keleten, nyugaton és az Arab-félszigeten[98]

## Keleti vallások
A hinduizmusban és a buddhizmusban a világ vége nem egyszeri esemény, hanem folyamatosan visszatérő. A világ ciklikus természetét a Nagy Kalpa (maha-kalpa) fogalma írja le. 
A ciklus végével a világ összeomlik, beleértve az emberi világot is. Aztán egy idő elteltével új világ keletkezik. A maha-kalpák sorozatát végtelennek tekintik, nincs kezdetük és végük.